# Pilgrimstad

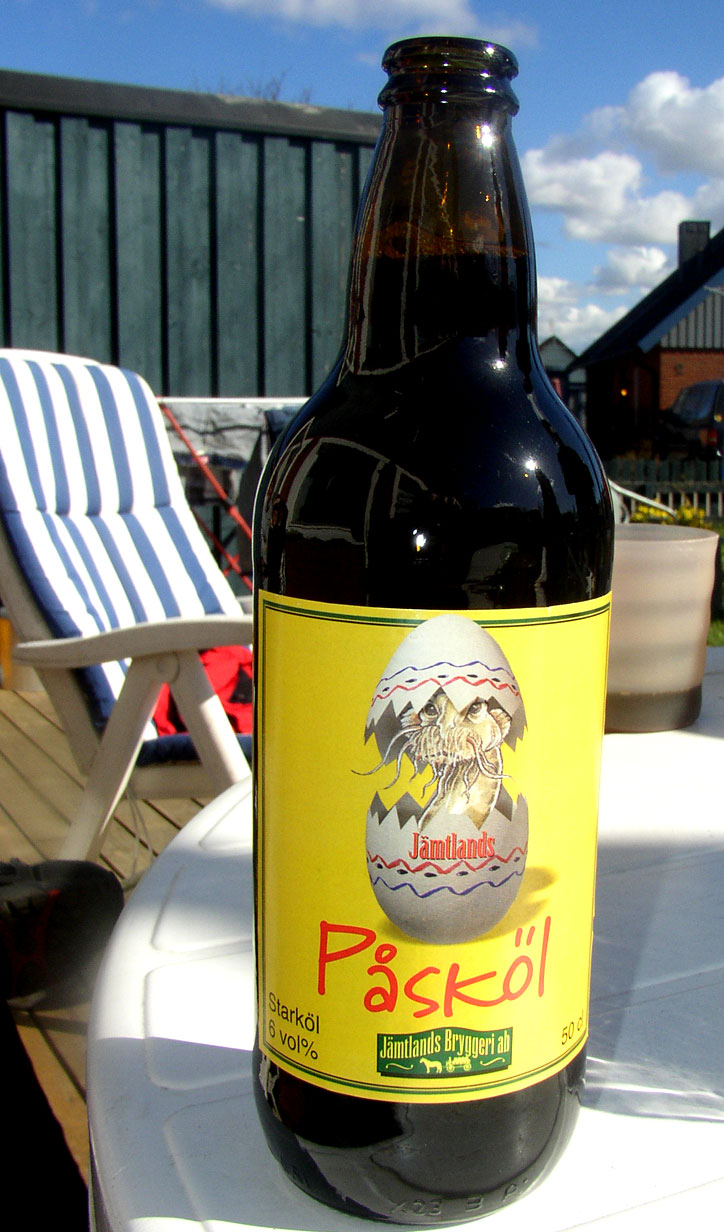
Pilgrimstadsöl

Pilgrimstad är en tätort i Bräcke kommun, Jämtlands län, belägen i norra delen av Revsunds distrikt (Revsunds socken) vid den nordvästra änden av Revsundssjön (Anviksjön). Orten ligger vid E14 mellan Sundsvall och Östersund cirka 30 km sydost om Östersund. 

## Historia
Orten har fått sitt namn efter pilgrimerna som på väg till Olav den heliges grav i Nidaros (Trondheim) stannade till vid pilgrimskällan och drack av det rena vattnet. Enligt historierna som berättats genom tiderna var träden runt pilgrimskällan full av käppar då pilgrimerna blev kvitt sina krämpor när de drack av vattnet. Än i dag är pilgrimskällan ortens primära vattentäkt.
Tätorten Pilgrimstad växte upp som ett brukssamhälle kring ett sågverk som anlades 1905.
På 1920-talet köpte familjerna Lycke och Busch sågverket i Pilgrimstad. Tor Busch fick uppdraget att starta upp verksamheten som legat nere en tid.
Sågverket i Pilgrimstad växte och trävarorna exporterades runt om i Europa.
Efter andra världskriget utvecklades företaget vidare under Tor Busch ledning. Sågverket lades ner 1950 och i dess ställe etablerades en
wallboardfabrik. 
1964 sålde familjerna Lycke och Busch företaget till skogsindustrikoncernen Ström-Ljusne AB, vilken senare förvärvades av Bergvik och Ala AB som drev fabriken vidare till 1986,
och i dess lokaler har nu ett antal mindre industrier etablerats, bland andra en husfabrik och ett mikrobryggeri, Jämtlands Bryggeri.

### Befolkningsutveckling
| Befolkningsutvecklingen i Pilgrimstad 1960–2020 | Befolkningsutvecklingen i Pilgrimstad 1960–2020 | Befolkningsutvecklingen i Pilgrimstad 1960–2020 | Befolkningsutvecklingen i Pilgrimstad 1960–2020 | Befolkningsutvecklingen i Pilgrimstad 1960–2020 |
| ----------------------------------------------- | ----------------------------------------------- | ----------------------------------------------- | ----------------------------------------------- | ----------------------------------------------- |
|                                                 |                                                 |                                                 |                                                 |                                                 |
| År                                              |                                                 |                                                 | Folkmängd                                       | Areal (ha)                                      |
| 1960                                            | 1960                                            |                                                 | 407                                             |                                                 |
| 1965                                            | 1965                                            |                                                 | 494                                             |                                                 |
| 1970                                            | 1970                                            |                                                 | 466                                             |                                                 |
| 1975                                            | 1975                                            |                                                 | 423                                             |                                                 |
| 1980                                            | 1980                                            |                                                 | 469                                             |                                                 |
| 1990                                            | 1990                                            |                                                 | 493                                             | 62                                              |
| 1995                                            | 1995                                            |                                                 | 465                                             | 64                                              |
| 2000                                            | 2000                                            |                                                 | 440                                             | 64                                              |
| 2005                                            | 2005                                            |                                                 | 405                                             | 64                                              |
| 2010                                            | 2010                                            |                                                 | 386                                             | 63                                              |
| 2015                                            | 2015                                            |                                                 | 402                                             | 78                                              |
| 2020                                            | 2020                                            |                                                 | 373                                             | 80                                              |
|                                                 |                                                 |                                                 |                                                 |                                                 |

## Kända personer med anknytning till Pilgrimstad
- Dan Berglund (basist)